# Chicago (That Toddling Town)
Chicago (That Toddling Town) ist ein Song der amerikanischen Popularmusik im Genre der Tin Pan Alley, den der in die USA ausgewanderter Kölner Fred Fisher 1922 komponierte und textete. Der Titel wurde im Jahr 1922 von Fisher als 32-taktiges Musikstück komponiert und zum US-amerikanischen Copyright über seinen eigenen Musikverlag bei der ASCAP angemeldet. Der Song gilt heute auch als Jazzstandard.

## Entstehungsgeschichte
Der Titel Chicago (That Toddling Town) gibt zunächst – isoliert betrachtet – keinen Aufschluss darüber, ob textlich eine Hommage oder eine Kritik über die Stadt Chicago folgt. Der Ausdruck „toddling town“ (engl. toddle = schwanken, taumeln, watscheln) wurde und wird sprachlich nicht im Kontext mit einer Stadt verwendet, und Fisher trug nie zur Aufhellung bei. Vermutlich soll „toddling“ eine Alliteration auf „town“ darstellen. Betrachtet man isoliert den Titel, kann das aufstrebende Chicago einerseits verstanden werden als wankend oder andererseits als das Auf und Ab einer zu schnell wachsenden Millionenstadt. Zur Zeit der Entstehung des Songs herrschte Prohibition, und auch die Banden von Al Capone oder John Dillinger dominierten das Stadtbild. Bei dem im Liedtext erwähnten Billy Sunday handelt es sich um einen Evangelisten-Prediger, der den berüchtigten Bürgermeister William Hale „Big Bill“ Thompson wegen dessen Durchsetzung der Sonntagsruhe lobte. Dem Prediger Billy Sunday sagt der Liedtext nach, dass selbst er die Stadt nicht außer Betrieb habe setzen können („Billy Sunday could not shut down“), und erst der Bürgermeister konnte mit seiner formalen Macht die Schließung der Lokale durchsetzen. Der Alkoholiker Thompson ließ erstmals die Saloons ab Oktober 1915 sonntags schließen und wurde von Evangelist Billy Sunday für seinen Mut gelobt. Neben den großen Tanzlokalen beherrschten zunehmend die illegalen „Speakeasy“-Flüsterlokale das Stadtbild, in denen der illegal importierte oder illegal hergestellte „Bootleg“-Alkohol ausgeschenkt wurde. Der Text verrät in teilweise kodierter Form die Ehrung, die Fisher seiner ersten Wahlheimat zukommen lässt. Hier verlöre man erstmals seine Traurigkeit, auf der State Street gäbe es Dinge, die man am Broadway in New York nicht kennt, und alle Besucher wollten hier dauerhaft bleiben.

## Originalaufnahme
Es ist nicht sicher, wer die Ursprungsversion von Chicago (That Toddling Town) aufgenommen hat. Die Literaturmehrheit geht von Ben Selvin aus, der den Titel im Juli 1922 in New York als Ray Collins Orchestra aufnahm (veröffentlicht im November 1922, Banner #1104). Mit einem Rang 5 der Pop-Hitparade war es gleichzeitig die ranghöchste Platzierung des Titels aller Zeiten. Jedoch entstand die Einspielung des Bar Harbor Society Orchestra für Vocalion (#14412) ebenfalls im Juli 1922; sie drang bis Rang 13 (B-Seite von Ji Ji Bo) der Charts vor.

## Coverversionen

Bailey’s Lucky Seven – Chicago

Muggsy Spanier & His Orchestra – Chicago

Der Song erreichte als Notenblatt Auflagen in Millionenhöhe. Bereits im Entstehungsjahr 1922 wurde eine Vielzahl von Coverversionen aufgenommen. Hierzu gehörten Fassungen von Bailey’s Lucky Seven (Gennett #4933; aufgenommen am 17. August 1922), des Paul Whiteman Orchestra (aufgenommen am 23. August 1922), der Original Memphis Five (28. August 1922), der Jazzbo´s Carolina Serenaders (Cameo #284; Oktober 1922), The Syncopating Seven (Gennett; 22. November 1922) oder der Georgians (Columbia #37751; Dezember 1922). Durch das Londoner Original Capitol Orchestra gelangte der Titel im April 1923 wohl erstmals nach Europa.
In Berlin spielte das Orchester Marek Weber den Titel am 15. August 1923 bei Parlophon (P.1534-I, Matr. 2-6413), das Orchester von Dajos Béla am 1. November 1923 bei Odeon (AA 79 635, Matr. xxBo 7973, 30 cm) und ebenda und am gleichen Tag als “Kapelle Sándor Jozsi” (A 76 273, Matr. xBe 3919, 25 cm) auf die Grammophonplatte.
Muggsy Spanier nahm mit seinem Orchester (Decca#4168) am 2. Januar 1942 eine weitere Fassung auf. 1954 arrangierte der amerikanische Akkordeonist John Serry senior das Lied für Akkordeonquartett und notierte es für RCA Records (RCA Thesaurus, 1954). Die vielen frühen Versionen machen deutlich, dass Chicago zum Standardrepertoire der Goldenen Zwanziger Jahre gehörte, auch in Europa.

Frank Sinatra – Chicago

Weltweit verbreitet wurde der Song durch Frank Sinatra, der ihn am 13. August 1957 in Hollywood (Capitol Tower, Studio A) mit einem Arrangement von Nelson Riddle aufnahm. Sie wurde als B-Seite von All The Way (Capitol#3193) verwendet und erreichte eigenständig Rang 83 der Popcharts. Diese Fassung von Chicago wurde im Kinofilm The Joker Is Wild verwendet, der am 26. September 1957 in die Kinos kam. Sinatra sang den Song sehr häufig auf seinen Tourneen, insbesondere erzielte er damit großen Erfolg in Chicago selbst. Am 6. Juni 1993 gab Frank Sinatra in Köln – Fishers Heimatstadt – sein letztes Europa-Konzert im Rahmen seiner „Diamond Jubilee Tour“ auf dem Roncalliplatz, das er mit Fishers Chicago einleitete.

## Buch- und Filmveröffentlichung und Statistik
Seit dem erfolgreichen Tin Pan Alley-Song über Chicago wird „Toddling Town“ umgangssprachlich mit Chicago assoziiert (offizieller Beiname ist Windy City). Der in Chicago geborene Hugh M. Hefner veröffentlichte im Jahr 1951 das Buch That toddlin' town: A rowdy burlesque of Chicago manners and morals, ein Cartoon über das Chicago, wie es sich Touristen vorstellen. Charles A. Sengstock nutzte den Titel That Toddlin' Town: Chicago's White Dance Bands And Orchestras, 1900-1950 für sein im Jahr 2004 erschienenes Buch über die weißen Tanzorchester, Theaterorchester und Studiobands im Jazz- und Blueszentrum Chicago. Der Song wurde erstmals in Henry Codman Potters Film The Story of Vernon and Irene Castle verwendet, der am 29. März 1939 in die Kinos kam. Für Fred Fisher sind bei ASCAP über 180 Titel urheberrechtlich registriert. Die Datenbank Coverinfo listet 28 Versionen des Songs auf.